# Ен Хејч
Ен Селест Хејч (енгл. Anne Celeste Heche; Орора, 25. мај 1969 — Лос Анђелес, 12. август 2022) била је америчка глумица. Већи значај постигла је касних 1990-их улогама у криминалистичкој драми Дони Браско (1997), филму катастрофе Вулкан (1997), слешер филму Знам шта сте радили прошлог лета (1997), пустоловној комедији Шест дана, седам ноћи (1998) и драми-трилеру Повратак у рај (1998).
Након улоге Марион Крејн у римејку хорор филма Психо (1998) Гуса Ван Сана, који јој је донео номинацију за награду Сатурн, Хејч је наставила да има улоге у многим добро прихваћеним независним филмовима. Добила је признање за улогу у телевизијском филму Грејсин избор, који јој је донео номинацију за Еми награду, и за свој рад на Бродвеју, посебно у поновној поставци представе Двадесети век, за коју је добила номинацију за награду Тони.
Поред својих филмских улога, Хејч је глумила у телевизијским серијама „Мушкарци на дрвећу“ (2006–08) Она је позајмила свој глас у анимираној телевизијској серији Легенда о Кори (2014), где је дала глас Сујин Бејфонгу и појавила се као такмичар у 29. сезони Плеса са звездама (2020).

## Биографија
Глумица је имала и четворо браће и сестара, од којих је троје преминуло. Сестра Синтија преминула је као беба због срчане мане, а Сузан од тумора на мозгу. Брат Нејтан погинуо је у саобраћајној несрећи, баш као и она, али непосредно након што је завршио средњу школу. Због трагичних догађаја у детињству и бројних трауми, Ен је пала у пакао зависности.
Након што је 1997. започела везу с комичарком и водитељком Елен Деџенерес, Ен је тврдила како није добијала улоге управо због те љубави која се у то доба сматрала "контроверзном".
Хејч се 2001. удала за сниматеља Колемана Лафуна, са којим је добила сина. Брак је окончан разводом 2009. Глумица има сина и са колегом Џејмсом Тапером.
Тешко је повређена у саобраћајној несрећи 5. августа 2022. Преминула је у болници у Лос Анђелесу 11. августа 2022. у 53. години живота.

## Филмографија
| Улоге Ен Хејч |                                  |                  |                    |          |
| Година        | Српски назив                     | Изворни назив    | Улога              | Напомена |
| 1993          |                                  |                  | Дениз              |          |
| 1993          |                                  | Мери Џејн Вилкс  |                    |          |
| 1994          |                                  |                  | Клер               |          |
| 1994          |                                  | Бети             |                    |          |
| 1994          |                                  |                  |                    |          |
| 1996          | Поротник                         |                  | Џулијет            |          |
| 1996          |                                  | Алекс Ли/Џоана   |                    |          |
| 1996          |                                  | Ејми             |                    |          |
| 1996          |                                  | Лора             |                    |          |
| 1997          | Дони Браско                      |                  | Мери Пистон        |          |
| 1997          |                                  | др Ејми Бернс    |                    |          |
| 1997          | Знам шта сте радили прошлог лета |                  | Мелиса „Миси“ Иган |          |
| 1997          | Ратом против истине              |                  | Винифрид Ејмс      |          |
| 1998          | Психо                            |                  | Марион Крејн       |          |
| 1998          |                                  | Бет Истерн       |                    |          |
| 1998          | Шест дана, седам ноћи            |                  | Робин Монро        |          |
| 1999          |                                  |                  | Роксан             |          |
| 2000          |                                  |                  | Луси               |          |
| 2001          |                                  |                  | Стерлинг           |          |
| 2002          | Џон Кју                          |                  | Ребека Пејн        |          |
| 2004          |                                  |                  | Клара              |          |
| 2005          |                                  |                  | Гвен               |          |
| 2007          |                                  |                  | Лора               |          |
| 2007          |                                  | Хелен            |                    |          |
| 2007          |                                  | Лоис Лејн (глас) |                    |          |
| 2008          |                                  |                  | др Тес Мартин      |          |
| 2009          |                                  |                  | Саманта            |          |
| 2010          |                                  |                  | Памела Бордман     |          |
| 2011          |                                  |                  | Џоун Остовски-Фокс |          |